# Jurová

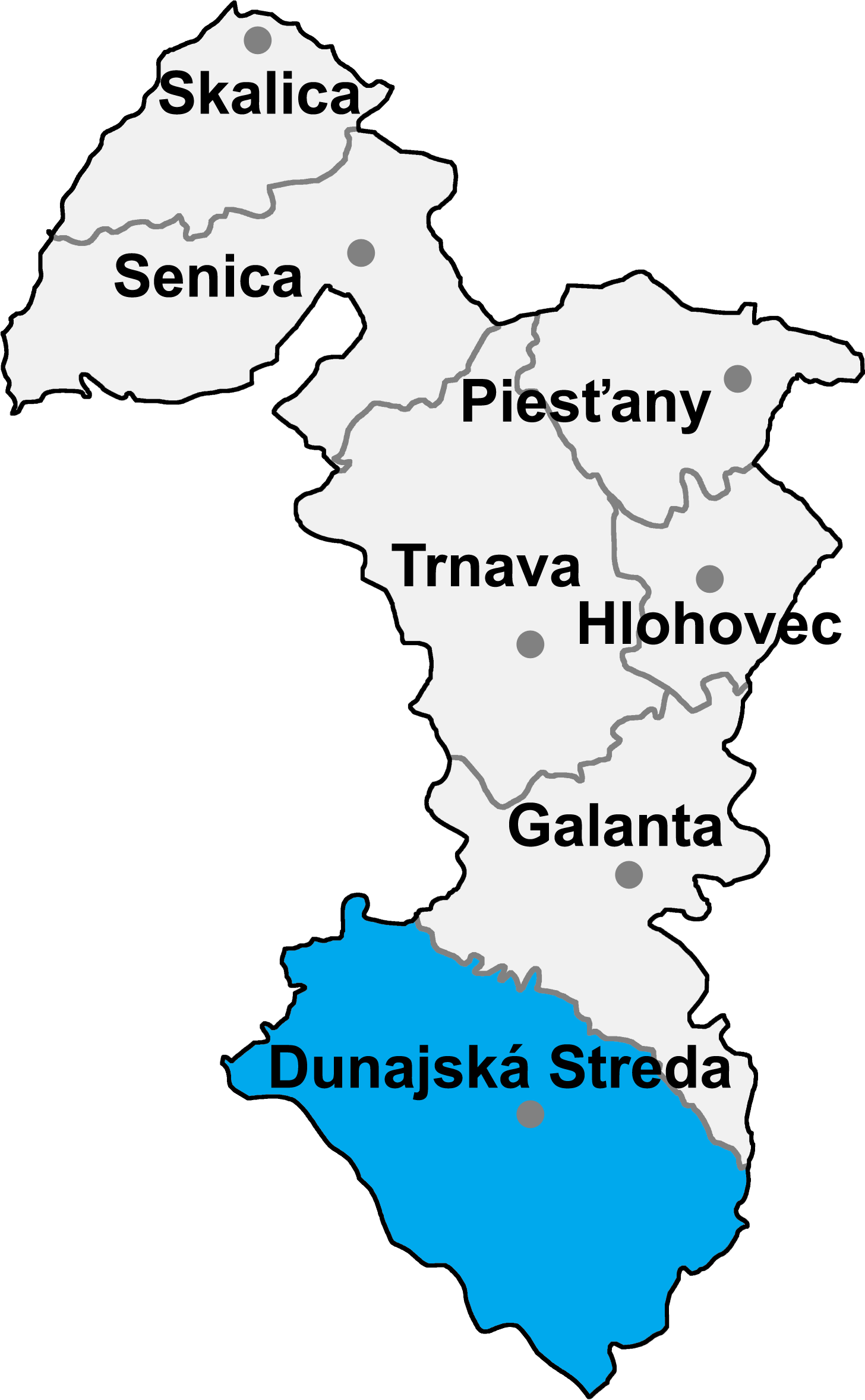
Localização de Dunajská Streda (distrito) na Trnava (região)

O Distrito eslovaco de Jurová  é um dos sessenta e três municípios que formam a Distrito de Dunajská Streda, situada em Região de Trnava, Eslováquia.

## Demografia
| Ano:        | 1994 | 2004   | 2014    | 2024   |
| ----------- | ---- | ------ | ------- | ------ |
| Broj ljudi: | 435  | 433    | 497     | 482    |
| Razlika:    |      | -0,45% | +14,78% | -3,01% |

| Ano:               | 2023 | 2024 |
| ------------------ | ---- | ---- |
| Número de pessoas: | 482  | 482  |
| Diferença:         |      | +0%  |